# Heartbeat (píseň, Margaret)
„Heartbeat“ je singl Margaret, vydaný 23. února 2015 z jejího debutového studiového alba Add the Blonde. Píseň byla napsána a složena zpěvačkou ve spolupráci s Joakimem Buddeem. Kompozice se umístila na 11. místě v žebříčku AirPlay – Top mezi nejhranějšími skladbami polských rozhlasových stanic.

## Vznik písně
Píseň byla napsána a složena zpěvačkou Margaret ve spolupráci s Joakimem Buddeem a najdeme si na debutovém studiovém album zpěvačky s názvem Add the Blonde, který byl vydán 26. srpna 2014. Na začátku února 2015 zpěvačka v rozhovoru potvrdila, že píseň „Heartbeat” byla vybrána jako třetí singl určený k propagaci alba.

## Premiéra a živé vystoupení
Kompozice byla premiérově prezentována zpěvačkou 9. února 2015 během slavnostního večera Telekamer, který vysílala televizní stanice TVP2. Dne 23. února ve vysílání rádia Eska se uskutečnila premiéra rádiového singlu.
Margaret s písní vystoupila také 2. května 2015 v talentové show Mali giganci, která se uskutečnila během koncertního turné Lato Zet i Dwójki 2015 pořádaného stanicemi TVP2 a Radio ZET a také 29. srpna během galavečera Eska Music Awards 2015.

## „Heartbeat” v rádiu
Kompozice běžela na rozhlasových stanic včetně těch celostátních jako jsou RMF FM, Radio Eska, Radio Zet nebo RMF Maxxx. Píseň se umístila mimo jiné na 1. místě v žebříčku hitů Gorąca 20 na rádiu Eska a také 2. v žebříčku POPlista rádia RMF FM.
Kompozice se umístila na 11. místě v žebříčku AirPlay – Top mezi nejhranějšími skladbami polských rozhlasových stanic.

## Videoklip
Dne 12. června 2015 byl na stránkách YouTube premiérově zveřejněn videoklip k písni. Ten režírovala Olga Czyżykiewicz. Ve videoklipu dominují taneční scény Margaret v doprovodu profesionálních tanečníků.
| Scénář a režie:            | Olga Czyżykiewicz                                             |
| Fotografie:                | Kajetan Plis                                                  |
| Instalace:                 | Nikodem Chabior                                               |
| Ředitel produkce:          | Alicja Jagodzińska                                            |
| Choreografie:              | Sandra Rzeźniczak                                             |
| Asistent kamery:           | Wojtek Szumski                                                |
| Osvětlení:                 | Darek Barwiejuk, Roman Machała, Kuba Zawistowski, Michał Kruk |
| Stylista:                  | Bartek Indyka                                                 |
| Charakterizace:            | Anna Ampulska                                                 |
| Asistentka charakterizace: | Katarzyna Przybysz                                            |
| Účes:                      | Bartek Janusz                                                 |
| Asistent kadeřníka:        | Mariusz Dyczkowski                                            |
| Manažer plánu:             | Michał Michałowski                                            |
| Wózkarze:                  | Andrzej Kalbarczyk, Robert Banasiak                           |

## V reklamě
V létě 2015 se fragment kompozice objevil v jednom z reklamních spotů s účastí Margeret, ve kterém vybízela k finanční podpoře nadace Polsat Foundation. Spot běžel ve vysílání televize Polsat a také na tematických kanálech skupiny Polsat.

## Žebříčky

### Umístění v žebříčcích AirPlay
| Země   | Žebříčky (2015)            | Nejvyšší umístění |
| ------ | -------------------------- | ----------------- |
| Polsko | AirPlay – Top              | 11                |
| Polsko | AirPlay – Nowości          | 2                 |
| Polsko | AirPlay – Największe skoki | 4                 |

### Umístění v rozhlasových hudebních hitparádách
| Země   | Žebříčky (2015)                           | Nejvyšší umístění |
| ------ | ----------------------------------------- | ----------------- |
| Polsko | Radio Bielsko (Codzienna Lista Przebojów) | 1                 |
| Polsko | Radio Eska (Gorąca 20)                    | 1                 |
| Polsko | Radio PiK (Lista Przebojów Radia PiK)     | 30                |
| Polsko | Radio Szczecin (SLiP)                     | 21                |
| Polsko | Radio Zet (Lista przebojów)               | 17                |
| Polsko | RMF FM (POPLista)                         | 2                 |
| Polsko | RMF Maxxx (Hop Bęc)                       | 7                 |

## Ocenění a nominace
| Rok  | Soutěž                          | Kategorie                     | Výsledek  |
| ---- | ------------------------------- | ----------------------------- | --------- |
| 2015 | Hit léta rádia RMF FM roku 2015 | Hit léta                      | 12. místo |
| 2015 | Gorąca 100                      | 100 největších hitů roku 2015 | 27. místo |
| 2015 | Hit roku rádia RMF FM roku 2015 | Hit roku                      | 17. místo |